# Sergije I. Napuljski
Sergije I. (tal. Sergio) (? - 864.) bio je vojvodom Napulja. Bio je prvim koji de facto i de iure bio neovisnim vladarom Napuljskog Vojvodstva. Utemeljio je domaću dinastiju Sergi, koja je vladala Napuljskim Vojvodstvom u nadolazećim trima stoljećima. 
Prvotno je bio vojvodom Cumae, grada koji je bio napuljskim ovisnim teritorijem. Kad su Franci 840. pokušali zauzeti Napulj, građani su ga izabrali za vojvodu (magister militum) Napulja. Ovo je bio korakom kojim se je Napulj odmakao od Bizanta i pomakao prema potpunoj neovisnosti. Motiva nije nedostajalo, jer bizantski vladar nije se pokazao sposobnim obraniti Napuljsko Vojvodstvo (Ducatus Neapolitanus) od langobardskih napada. 
Pored toga koristio je savez kojeg je grad bio sklopio s palermskim Saracenima. Zauzvrat im je pomogao zauzeti Bari od Bizanta 841. i Messinu 842. godine. Odvraćanjem od Bizanta i okretanjem prema Francima i papi nakon 842., otvorio je put izgonu muslimana iz Kampanije. Saraceni su postajali sve opasnijima za biti prijateljima te je bio prisiljen udružiti se s Amalfijem, Gaetom i Sorrentom te zaratiti s muslimanima. Kršćanske su ih snage istisnule iz Ponze te obranile su Rim 846., iako je Vatikan bio opljačkan. Sudjelovao je Sergije sa svojom flotom zajedno s Gaetom i papinim snagama u velikoj bitci kod Ostije 849. kada su Saraceni poraženi. Naslijedio ga je sin Grgur čijim je glavnim savjetnikom bio njegov brat Atanazije I., budući svetac.